# Ильинское (Точищенский сельский округ)
Ильинское — деревня в Ярославском районе Ярославской области. Входит в состав Заволжского сельского поселения.

## География
Находится в восточной части Ярославской области на расстоянии приблизительно 28 км на север-северо-восток по прямой от станции Филино.

## История
В 1859 году здесь (деревня Даниловского уезда Ярославской губернии) было учтено 18 дворов , в 1898 — 26.

## Население
Численность населения: 94 человека (1859 год), 15 (русские 100 %) в 2002 году, 8 в 2010.